# Histona H1
Histona H1 é um das cinco principais famílias de proteína histona os quais são componentes de cromatina em células eucarióticas. Embora altamente conservada, é, no entanto, a histona mais variável em sequência entre as espécies.

## Estrutura

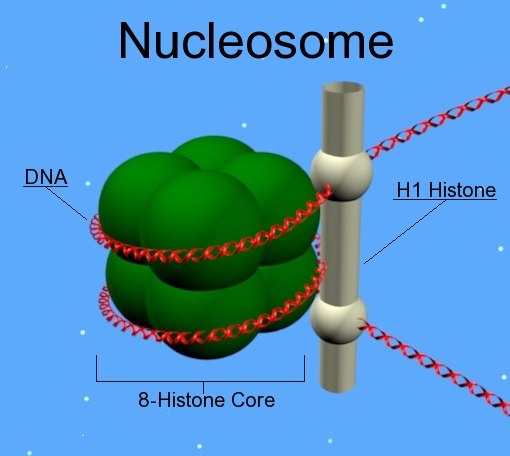
Um diagrama mostrando onde H1 pode ser encontrado no nucleossomo.

As proteínas H1 de metazoários apresentam um domínio globular central e caudas C- e N-terminal curta. H1 está envolvido com o “empacotamento” das subestruturas "contas em uma corda" em uma estrutura de alta ordem, cujos detalhes ainda não foram resolvidos.